# Скочилов, Анатолий Андрианович
Анатолий Андрианович Скочилов (6 апреля 1912 года, с. Васильевское Яранского района Кировской области, РСФСР, — 6 июля 1977 года, г. Москва, РСФСР, СССР) — советский партийный и государственный деятель, первый секретарь Ульяновского обкома КПСС (1961—77 гг.).

## Биография

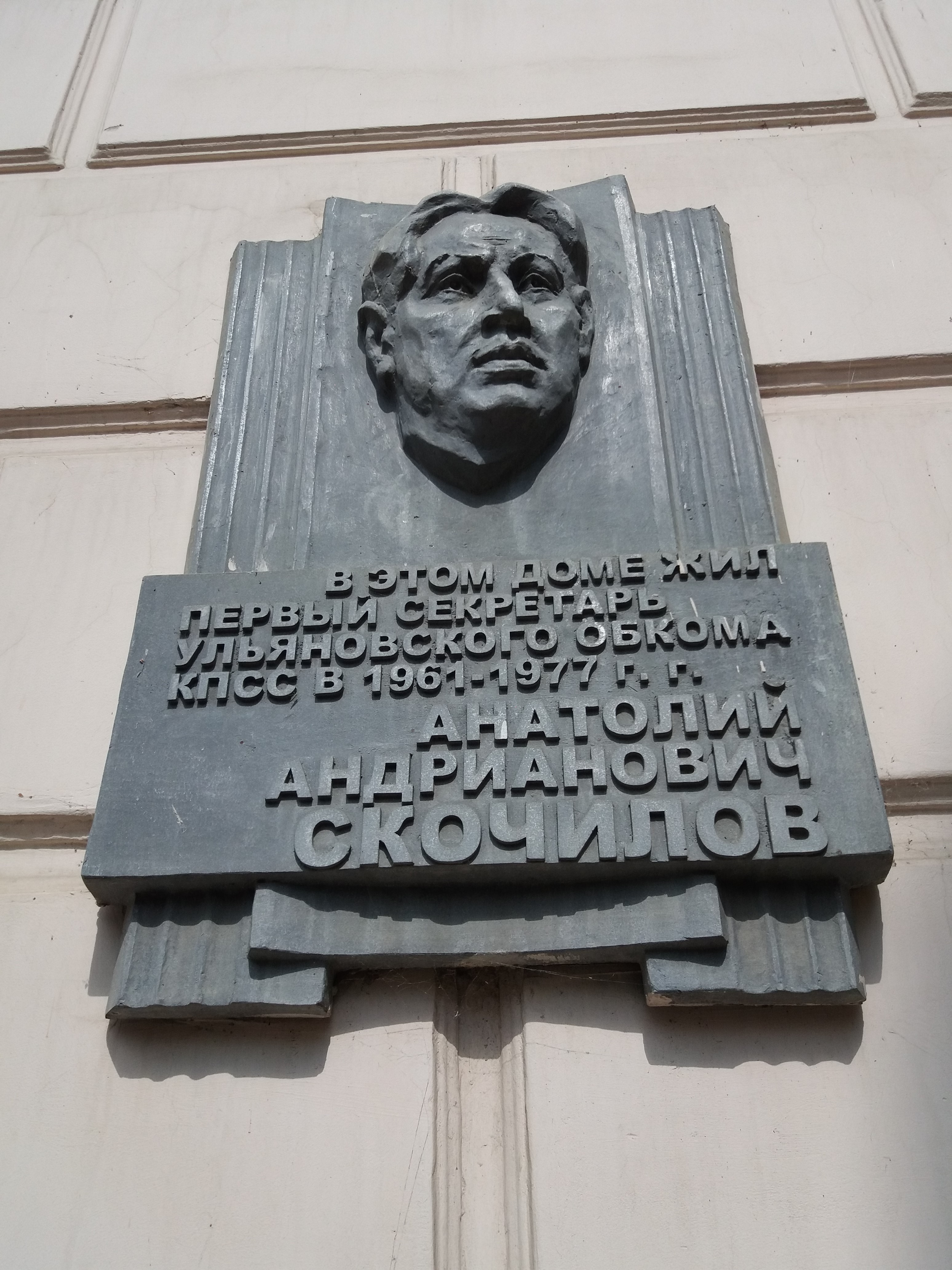
Мемориальная доска А. А. Скочилову.

В 1931 г. окончил Сельскохозяйственный техникум, в 1938 г. — Горьковский сельскохозяйственный институт.
В 1952 г. — Высшую партийную школу при ЦК ВКП(б).
В 1944—1948 гг. — в органах НКВД-НКГБ СССР.
В 1948—1949 гг. — секретарь Горьковского областного комитета ВКП(б).
В 1954—1957 гг. — председатель Исполнительного комитета Арзамасского областного Совета.
В 1957 г. — министр сельского хозяйства Татарской АССР.
В 1957—1961 гг. — секретарь, второй секретарь Татарского областного комитета КПСС.                                                                                                                                  
С 1961 г. — первый секретарь Ульяновского обкома КПСС.
Член ЦК КПСС с 1966 г. (кандидат в члены ЦК в 1961—1966 гг.).
Депутат Верховного Совета СССР 4, 6-9 созывов.
Похоронен на Северном кладбище Ульяновска.

## Награды и звания
Награждён тремя орденами Ленина, орденом Трудового Красного Знамени.

## Память
- На здании, где жил А. А. Скочилов, установлена мемориальная доска (ул. Ленина, 79; скульптор Олег Клюев)[2][3][4].
- Одна из новых улиц в Ленинском районе г. Ульяновска названа имени Анатолия Скочилова[5][2].
- Почётный гражданин Ульяновской области (1995, посмертно)[6].